# Формилацетат
Формилацетат — органическое вещество, смешанный ангидрид муравьиной и уксусной кислот. Находит применение в органическом синтезе в качестве формилирующего реагента.

## Получение
Существует несколько препаративных способов получения формилацетата:
- по реакции формиата натрия с ацетилхлоридом в сухом диэтиловом эфире[2];
- по реакции между кетеном и муравьиной кислотой при комнатной температуре или охлаждении;
- из муравьиной кислоты и ацетилхлорида в присутствии триэтиламина при –70 °С[1].

Очистка полученного продукта проводится путём перегонки при пониженном давлении.

## Химические свойства

### Формилирование фенолов и спиртов
Формилацетат преимущественно используется для формилирования спиртов, фенолов и аминов. Так, спирты и фенолы можно формилировать как самим формилацетатом, так и смесью муравьиной кислоты и уксусного ангидрида, в которой он присутствует. Выходы формиатов в этой реакции высоки, однако протекает она весьма медленно и требует порядка 50-80 дней.
{\displaystyle {\mathsf {ArOH{\xrightarrow[{C_{6}H_{6},80-96\%}]{HCOOCOCH_{3}}}ArOCHO}}}
Более удобный метод заключается в использовании чистого формилацетата и добавлении третичного амина или формиата натрия в качестве основания. Это позволяет ускорить реакцию до 1-2 дней и сохранить высокий выход. Такой метод считается общим для фенолов: он применим к соединениям, содержащим донорные и акцепторные заместители, и не даёт побочной примеси ацетатов. Например, салициламид формилируется в пиридине при 0 °С, причём только по гидроксильной группе, тогда как другие формилирующие реагенты (этилформиат и муравьиная) дают продукт по амидной группе.
Третичные спирты при обработке формилацетатом дают исключительно формиаты. При этом условия реакции достаточно мягкие, и те третичные спирты, которые при ацетилировании обычно дегидратируются, выдерживают такое формилирование. Первичные и вторичные же спирты образуют смеси формиата и ацетата. В случае последних увеличить долю формиата помогает добавка третичного амина или формиата натрия.

### Формилирование аминов
Многие алифатические и ароматические амины формилируются под действием формилацетата. Для первичных аминов такое формилирование является первой стадией в процессе монометилирования по атому азота: промежуточно полученный формиат можно восстанавливать до метильной группы.
Аминокислоты также подвергаются формилированию. Рацемизации и образования ацетатов при этом не происходит. Вводимая к атому азота формильная группа представляет интерес в качестве защитной группы в синтезе пептидов.
В реакцию формилирования под действием формилацетата вводили также бензоилгидразид и ряд замещённых гидроксиламинов. В последнем случае наблюдалась конкуренция между N- и О-формилированием. При обработке формилацетатом аммиака в сухом диэтиловом эфире происходит только моноформилирование и образуется формамид.

### Взаимодействие с реактивами Гриньяра
Также описаны реакции формилирования формилацетатом по атому углерода. Так, ароматические реактивы Гриньяра вступают с ним в реакцию, давая альдегиды в качестве единственного продукта, причём спирт не образуется. С алифатическими реактивами Гриньяра реакция идёт не так гладко: наравне с альдегидами образуются метилкетоны (продукты ацетилирования), а также спирты.
{\displaystyle {\mathsf {ArMgX+HCOOCOCH_{3}\rightarrow ArCH(OMgX)OCOCH_{3}{\xrightarrow[{}]{H_{2}O}}ArCH\!\!=\!\!O}}}

### Получение формилфторида
Формилацетат взаимодействует и безводным фтороводородом, образуя единственный устойчивый галогенангидрид муравьиной кислоты — формилфторид. Также в этой реакции получается небольшое количество ацетилфторида.

### Другие свойства
Формилацетат позволяет практически количественно превращать N-оксиды третичных аминов в сами амины. Гетероароматические N-оксиды и сульфоксиды этим реагентом не затрагиваются.